# Porricondyla ordinaria
Porricondyla ordinaria är en tvåvingeart som först beskrevs av Marshall 1896.  Porricondyla ordinaria ingår i släktet Porricondyla och familjen gallmyggor. Inga underarter finns listade i Catalogue of Life.